# 李威 (俳優)
李 威（リー・ウェイ、LEE WEI、1980年7月9日 - ）は、台湾の俳優。

## プロフィール
- 本名 - 李翊瑋
- 身長 - 175cm
- 体重 - 63kg
- 血液型 - B型
- 星座 - 蟹座

## 出演

### ドラマ
- 明星★学園 第1シリーズ（麻辣鮮師）（2000年）- 林龍 役
- トースト・ボーイ's キッス（原題：吐司男之吻）（2001年）
- 吐司男之吻II(2002年)
- 甜檸檬之戀(2002年)
- 単身宿舎連環泡（原作:窪之内英策『ツルモク独身寮』）（2003年）
- 求婚事務所 第4章（2004年、台湾電視公司）- 小武役（主演）
- 極速伝説（2004年）
- 天堂來的孩子(2006年)
- マイ・ラッキー・スター〜放羊的星星（放羊的星星）（2007年、台湾電視公司）- 韓志胤 役
- スウィートラブ・シューター（鬥牛，要不要）（2007年、台湾電視公司）- 金子聰 役
- 協奏曲（2009年、台湾電視公司）- 馮尚寧 役
- 僕のSweet Devil（海派甜心）（2009年）- 何言風 役
- 艋舺燿輝（2011年）- 陳燿輝 役
- 小孩大人（2012年）- 林振昇 役
- 巷弄裡的那家書店（2014年）- 向書磊（楊墨成） 役

### 映画
- 深海 Blue Cha-Cha（2005年）- 小豪 役
- 午夜照相館（2006年）- 阿東 役
- The Crossing ザ・クロッシング Part I（太平輪）（2014年）- 負傷兵の劉 役

### アルバム
- WEWE-Happy Day(2001年)
- 迷彩李威(2003年)